# Gusto
Gusto var ett svenskt reggaeband från Göteborg som existerade mellan 2001 och 2005.
Med medlemmar från bland annat USCB Allstars  skaffade de sig på kort tid ett väldigt gott liverykte och spelade på Hultsfredsfestivalen, Malmöfestivalen, Augustibuller, Uppsala reggaefestival och Göteborgskalaset. Bandet samarbetade med bland annat artister som Yellowman och U-Brown.

## Medlemmar
- Andreas Lundqvist – sång
- Bjarne Karlsson – klaviatur
- Nils Dahl – piano, orgel, basgitarr, percussion
- Patrik Alexandersson – trummor
- Peter Falk – gitarr
- Petter Eriksson – basgitarr

## Diskografi
Album
- 2003 – Paterfamilias

EP
- 2002 – Viva! Evolución (som ¡Gusto!)

Singlar
- 2002 – "Guns in the Ghetto" / "Guns in the Ghetto Version" (med Yellowman)
- 2003 – "The Sweetest Gift" (promo)

Annat
- 2004 – "One Time Too Many" / "One Time Too Many" (delad singel: U Brown / Gusto)